# 동국대학교 사범대학 부속 홍제중학교

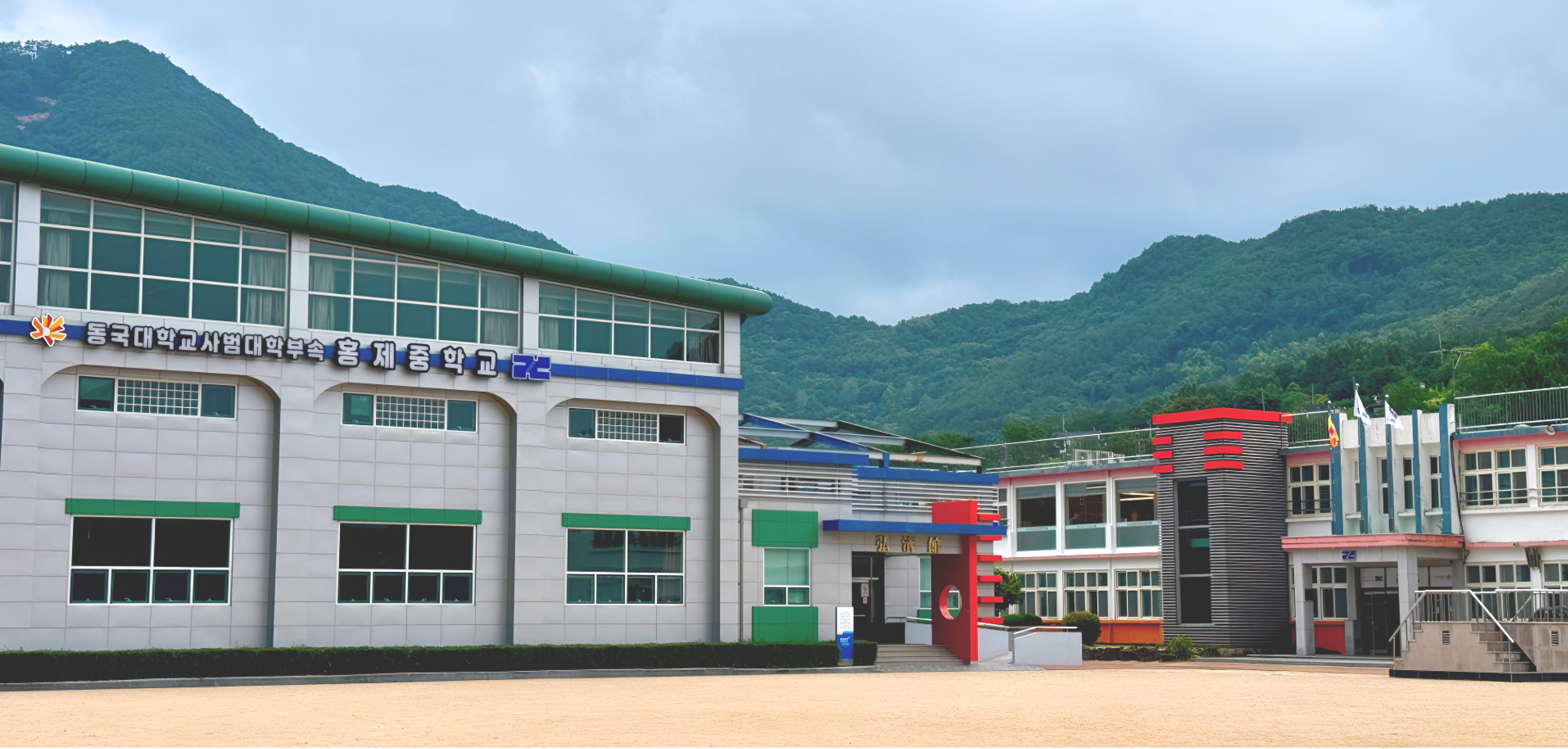
동국대학교사범대학부속홍제중학교

- 동국대학교 사범대학 부속 홍제중학교(東國大學校 師範大學 附屬 弘濟中學校)는 대한민국 경상남도 밀양시 단장면 단장리에 있는 사립 중학교이다.
- 경상남도 밀양시 단장면에 위치한 남녀 공학 중학교이다.

- 2025학년도 17대 교장으로 강호숙 교장선생님이 취임하였고, 2025학년도 기준 총 60명의 학생이 재학중이다.

- 2023학년도 부터 현재까지 밀양 얼 프로젝트 '홍제원정대' - 사명대사의 발자취를 따라가는 프로젝트 교육과정을 운영하고 있다.

1. 밀양시 관내 초등학교 4~6학년 학생들과 함께 밀양 얼을 배울 수 있는 '홍제골든벨'을 2회 개최하였고,  2025학년도에는 '제3회 홍제골든벨'을 개최 계획 중이다.  가. 제1회와 2회 최우수학생 3명에 대해서는 홍제원정대의 최종 목적지인 일본역사 탐방에 함께 참여하였다.

2. 단순한 역사를 활용한 교육과정이 아닌, 전 교과목이 사명대사와 관련된 내용(단원)을 찾아 함께 운영한다.
3. '이론학습 - 현장체험활동 - 공동교육과정 - 최종 현장답사 - 성과 나눔회'의 형태로 운영되고 있다.
- 2023학년도 부터 현재까지 밀양 얼 프로젝트 '홍제원정대' - 사명대사의 발자취를 따라가는 프로젝트 교육과정을 운영하고 있다.

1. 밀양시 관내 초등학교 4~6학년 학생들과 함께 밀양 얼을 배울 수 있는 '홍제골든벨'을 2회 개최하였고,  2025학년도에는 '제3회 홍제골든벨'을 개최 계획 중이다.  가. 제1회와 2회 최우수학생 3명에 대해서는 홍제원정대의 최종 목적지인 일본역사 탐방에 함께 참여하였다.

2. 단순한 역사를 활용한 교육과정이 아닌, 전 교과목이 사명대사와 관련된 내용(단원)을 찾아 함께 운영한다.
3. '이론학습 - 현장체험활동 - 공동교육과정 - 최종 현장답사 - 성과 나눔회'의 형태로 운영되고 있다.
- 2022개정교육과정을 적극적으로 연구하고, 빠르게 변화하는 디지털교육 시대에 맞추어 많은 교육과정을 운영하고 있다.

1. 2023학년도 AI선도학교 운영  가. 2022개정교육과정의 핵심역량에 맞는 인재를 양성하기 위한 준비로, 전 교직원의 디지털교육혁신을 위한 여러가지  교육과정과 전문적학습공동체가 운영되었다.  나. 교원의 에듀테크 활용 능력을 강화하기 위해 다양한 연수를 진행하였다.

2. 2024학년도 경상남도교육청 지정 디지털선도학교에 공모되어 다양한 교육활동을 제공하였다.
가. 학생들의 기초학력 보장을 위한 AI코스웨어를 활용하여 집에서 쉽게 학력 보충을 할 수 있도록 영어교과 코스웨어를 제공하였다.
나. 교직원의 에듀테크능력을 향상할 수 있도록 다양한 프로그램을 제공하였고, 이를 활용하여 수업혁신을 할 수 있는 다양한 연수와 전문적학습공동체 환경을 제공하였다.
다. 학생들이 AI와 디지털교육혁신을 체험 할 수 있는 다양한 현장체험학습프로그램도 운영하였다.
3. 2025학년도는 더 나아가 학생들에게 디지털적 소양을 기를 수 있는 디지털리터러시선도학교로 지정되어 운영한다.

## 학교 연혁
- 1948년 9월 2일 : 영정고등공민학교 설립인가
- 1948년 9월 7일 : 표충사에서 개교식
- 1948년 9월 7일 : 개교(초대 이사장 겸 교장 오응석 취임)
- 1951년 6월 1일 : 삼성고등공민학교로 교명 변경 인가
- 1953년 6월 1일 : 현 위치로 학교 이전
- 1953년 10월 16일 : 재단법인 표충서원 설립 인가
- 1954년 3월 13일 : 홍제중학교 설립 인가
- 1972년 9월 13일 : 표충서원을 동국학원으로 합병
- 2004년 6월 12일 : 법인명 '동국학원'에서 '동국대학교' 로 개칭
- 2005년 5월 9일 : 동국대학교사범대학부속홍제중학교로 교명 변경
- 2009년 3월 1일 : 특수학급 1학급 신설
- 2012년 4월 16일 : 다목적 강당(홍제관) 개관식
- 2023년 12월 8일 : 제43대 이사장 돈관 스님 중임
- 2025년 2월 7일 : 제75회 졸업생 7명 (총 7,837명)
- 2025년 2월 7일 : 학교 급식소 '표충관' 준공식
- 2025년 3월 1일 : 제17대 학교장 강호숙 교장선생님 취임

## 참고 자료
- 동국대학교 사범대학 부속 홍제중학교 - 한국교육학술정보원 학교알리미